# Vaixell pesquer

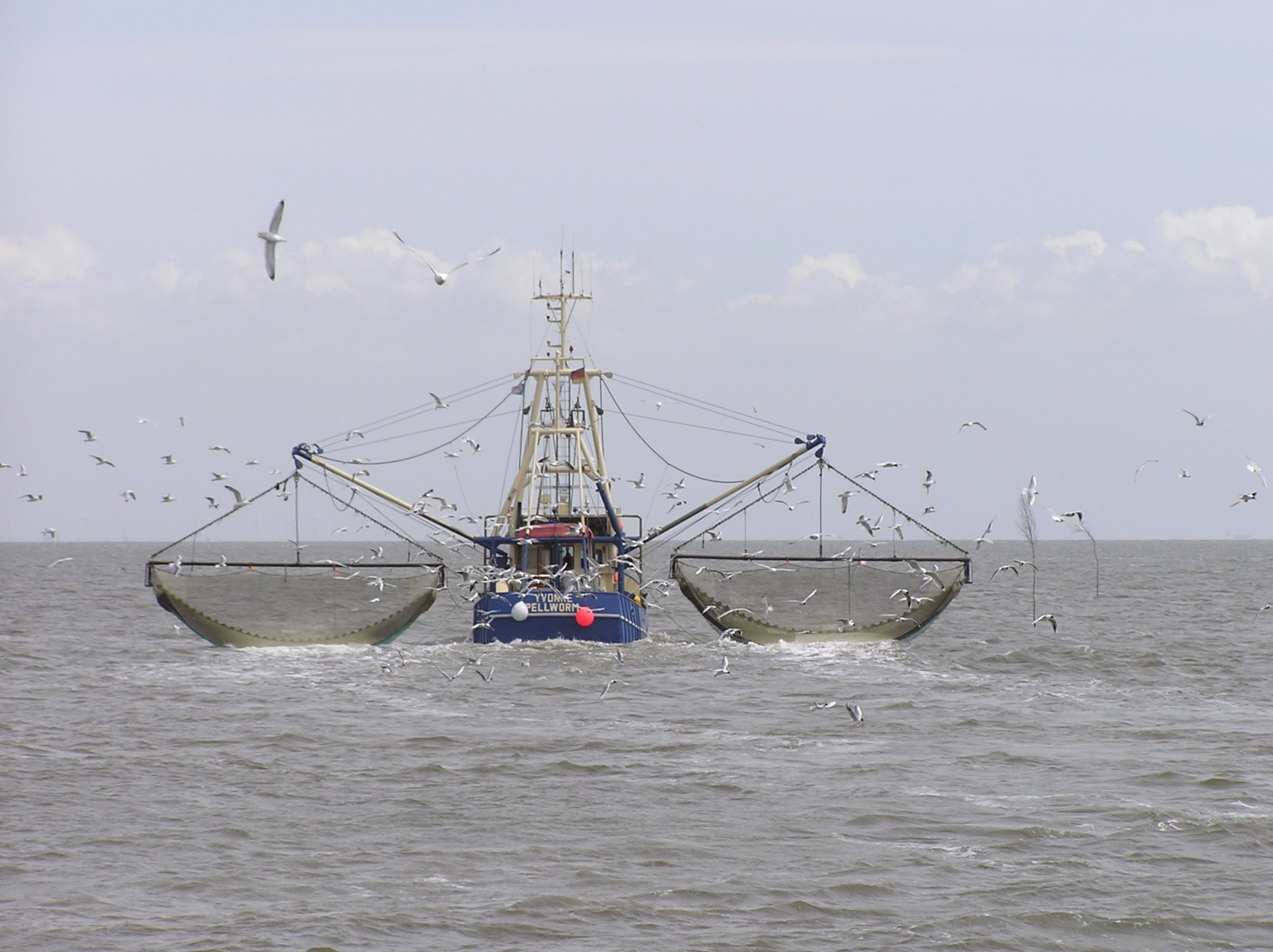
Vaixell de pesca de crancs en Pellworm (Alemanya).

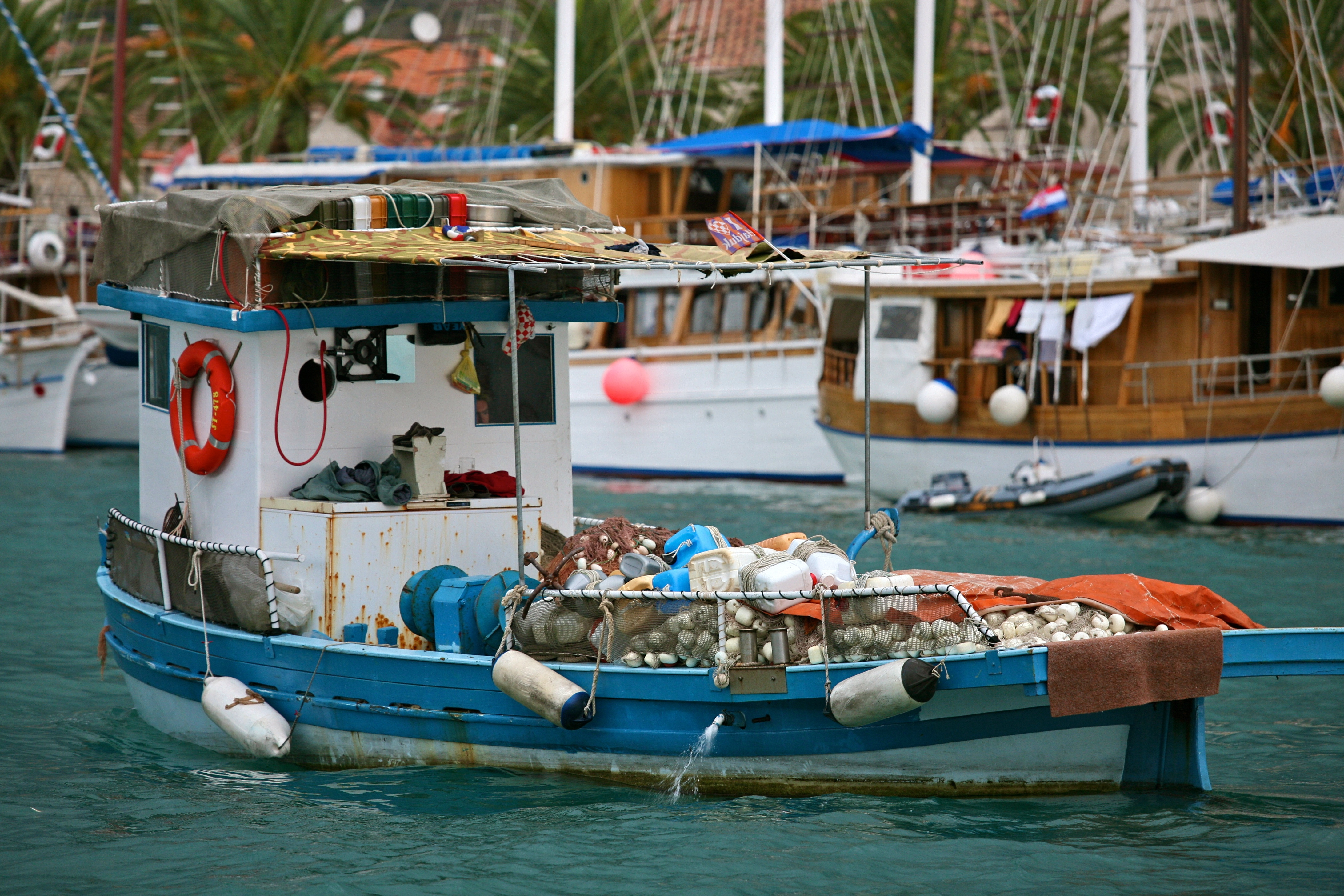
Proa d'un petit pesquer de Croàcia amb les xarxes visibles.

Un vaixell pesquer és un bot o vaixell que es fa servir per pescar al mar, o en un llac o riu. S'empren molts tipus d'embarcacions per a la pesca comercial, artesanal i esportiva. És difícil estimar el nombre de vaixells de pesca esportiva. Varien en grandària, i al contrari que els vaixells comercials, sovint no es dediquen només a la pesca. Segons la FAO, el 2004 hi havia 4 milions de vaixells pesquers. Unes 1,3 milions aproximadament d'aquestes embarcacions són amb cobertes i àrees tancades. Gairebé totes les embarcacions cobertes estan mecanitzades, i 40.000 d'elles superen les 100 tones. A l'altre extrem, dos terços (1,8 milions) dels bots sense coberta són embarcacions tradicionals de diferents tipus, que funcionen únicament a vela i rems. Aquests bots són els emprats pels pescadors artesanals. Abans de la dècada de 1950 hi havia molt poca estandardització dels vaixells pesquers. Els dissenys podien variar en funció del port i drassana. Tradicionalment els bots es feien de fusta, però la fusta ja no es fa servir pel seu cost i la dificultat per obtenir fusta de construcció. Cada vegada es fa servir més la fibra de vidre en els vaixells pesquers petits de fins a 25 metres (100 tones), mentre que l'acer s'empra generalment en embarcacions superiors als 25 metres.